# Посольство Естонії у Варшаві

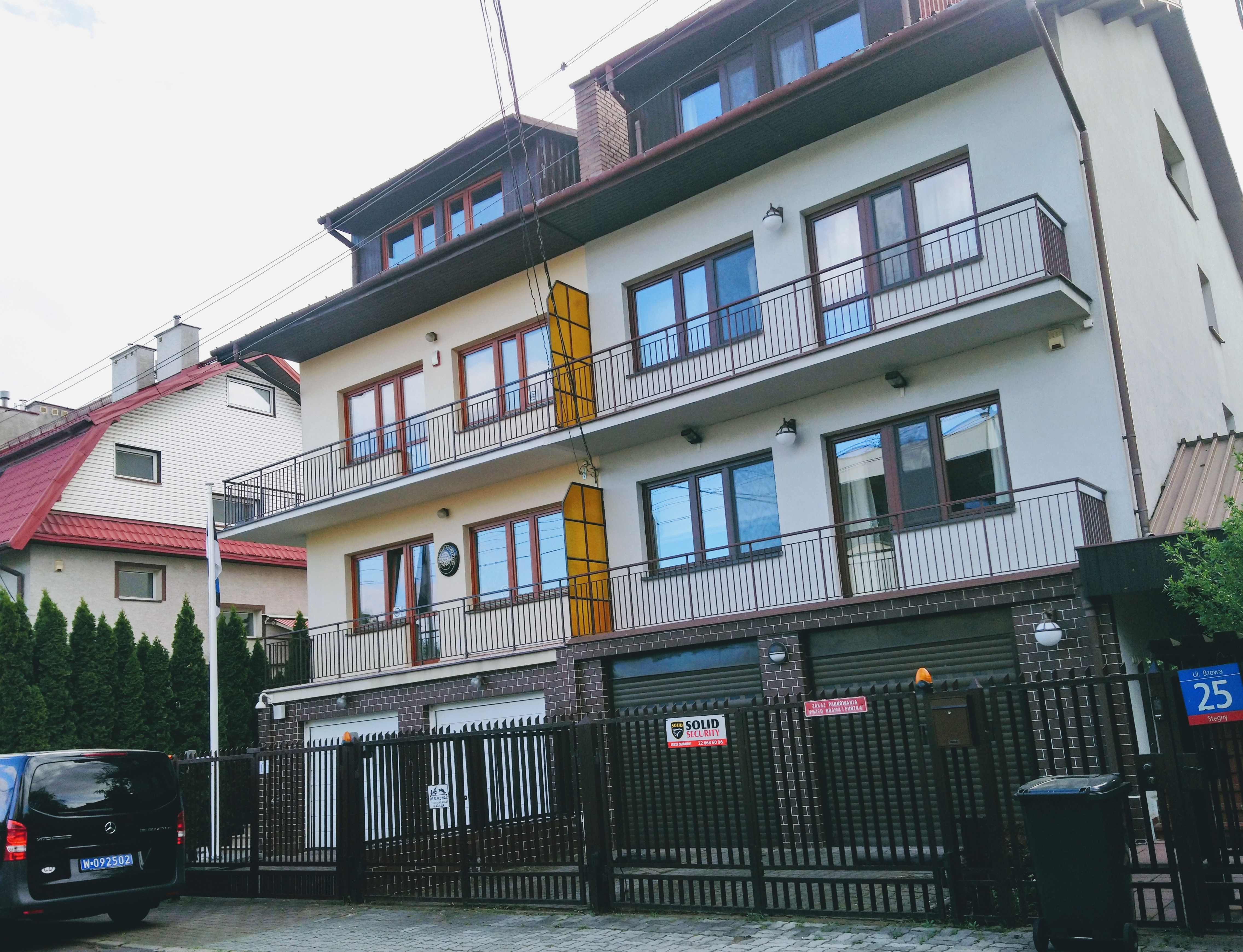
Тимчасове місце розташування посольства — вул. Бзова, 21 (тимчасова адреса на період ремонту) 2019-20 рр.

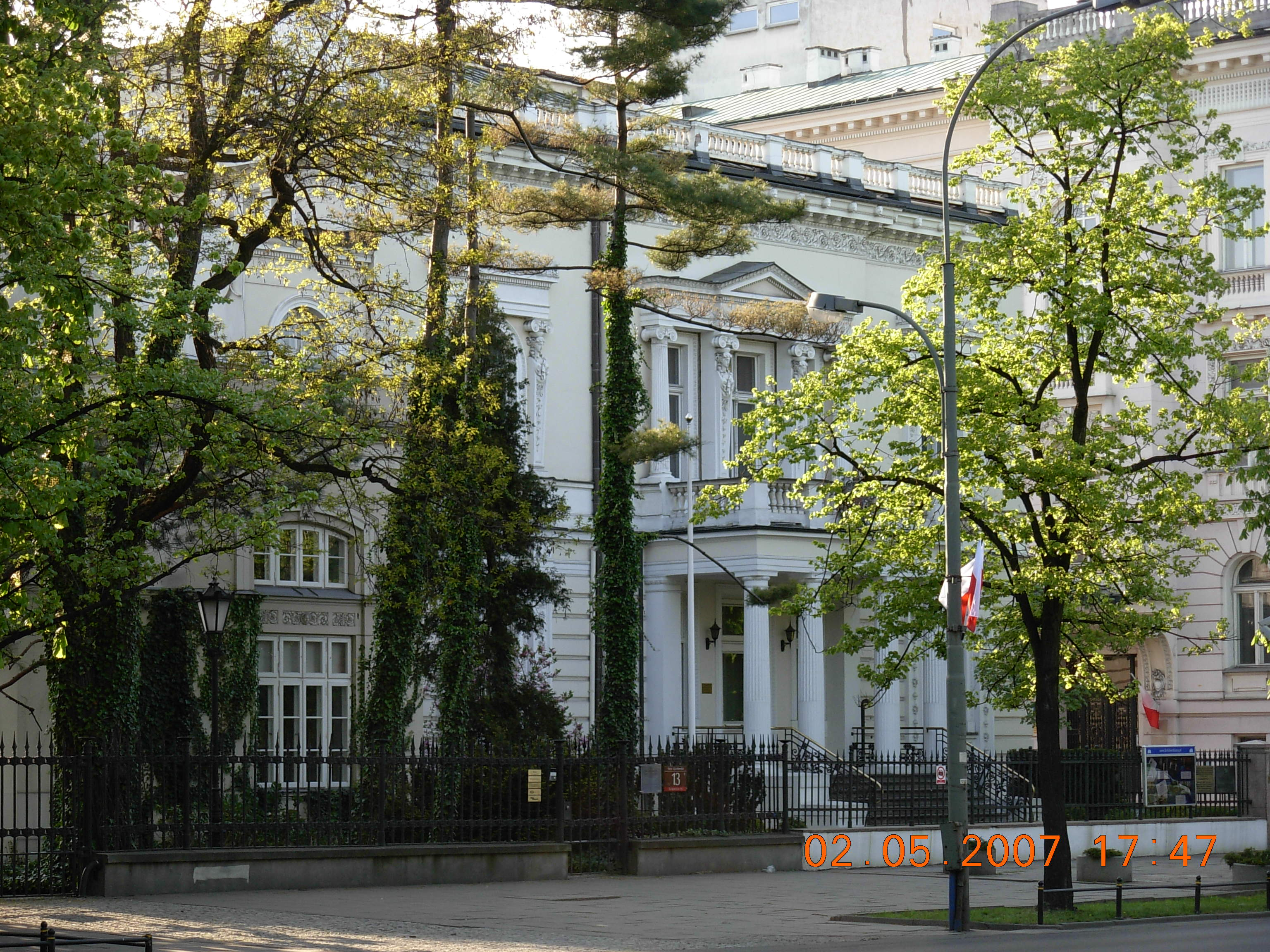
Колишній осідок естонської дипмісії у Варшаві на алеї Троянд (1935—1938)

Посольство Естонії у Варшаві (ест. Eesti Suursaatkond, пол. Ambasada Estonii w Polsce) — дипломатичне представництво Естонії в Республіці Польща. Штат співробітників становить від 5 осіб.

## Місцеперебування

### Уміжвоєнну добу
Дипломатичні відносини між Польщею та Естонією встановилися 1921 року. Спочатку представництво цієї країни у вигляді дипломатичної місії працювало в готелі «Європейський», що у Варшаві на вулиці Краківське передмістя, 13 (1923), у кам'яниці Спокорного на проспекті Алеї Уяздовські, 19 каб. 4 (1923—1933), у кам'яниці Богдановича за адресою: Алеї Уяздовські, 9a/55 (1934), потім у Палаці Елізи Великопольської на алеї Троянд, 1 (1935—1938) та на вул. Мокотовській, 61 (1939).
У 1921—1940 роках існувало також консульство Естонії в Гданську з осідком, зокрема за адресою: Langer Markt (нині Длуґі Тарґ), 18 (1922), Stadtgraben (Подвалє Ґродскє), 6 (1925), Langer Markt 18 (1927—1931), Dominikswall (Ягеллонські вали), 13 (1930), Elisabethwall (Ягеллонські вали), 9 (1933), Jopengasse (вул. Пивна), 66 (1934-1936), Hundegasse (вул. Огарна), 35 (1938—1939).

### Після Другої світової війни
Польща поновила дипломатичні відносини з Естонією в 1991 році. 1995 року посольство почало працювати на віллі приблизно 1935 року побудови,
 що на вул. Карвінській, 1. На час ремонту, з вересня 2019 р., посольство перемістилося на вул. Бзова, 21. Зараз воно повернулося на вул. Карвінська, 1.